# 武州交通興業
武州交通興業株式会社（ぶしゅうこうつうこうぎょう）は、東京都国分寺市西恋ヶ窪に本社を置くバス・ハイヤー事業者である。

## 概要
貸切バス事業、特定バス事業を中心に、ハイヤー事業を営む。福祉タクシーや民間患者搬送事業、病院・福祉施設・特別支援学校等への送迎バスを運行しており、福祉輸送を特色とする。またコミュニティバス受託を契機に乗合バス事業へも参入し、多摩地域でコミュニティバスを運行受託している。

### 本社・営業所
- 本社 - 東京都国分寺市西恋ヶ窪
- 瑞穂営業所 - 東京都西多摩郡瑞穂町殿ヶ谷
- 東京城西営業所 - 東京都練馬区高松
- 東京城南営業所 - 東京都大田区矢口
- 埼玉中央営業所 - 埼玉県鶴ヶ島市柳戸町
- 越谷営業所 - 埼玉県越谷市南越谷
- 小平営業所 - 東京都小平市上水南町

## 沿革
- 1972年（昭和47年）5月31日 - 会社設立。企業・病院・学校等の送迎バス事業を開始[1]。

## 路線
以下のコミュニティバスを運行受託している。
- 福生市福祉バス
- 国分寺市「ぶんバス」北町ルート

2021年（令和3年）9月30日までは瑞穂町福祉バスも受託していたが、翌10月1日からの瑞穂町コミュニティバスへの移行に伴い、運行受託事業者が立川バス福生営業所に変更された。

## 車両
貸切バス・特定バスの車両は、主に日野自動車製を導入しており、福祉輸送用に車椅子リフト付き車両も在籍する。コミュニティバスの車両については各路線の記事を参照。